# DR 133 006 bis 008
Die DR 133 006 bis 008 sind frühe Schienenbusse der Deutschen Reichsbahn und eine Parallelentwicklung zu den Wismarer Schienenbussen. Nach der Vorstellung der Triebwagen 720 bis 722 erfolgte durch die Anwendung von Bauweisen und Bauelementen aus dem Automobilbau eine weitere Gewichtsreduzierung der Fahrzeuge. So ähnelten die Schienenbusse eher Straßenfahrzeugen als Triebwagen. Die drei Schienenbusse besaßen betrieblich gegenüber den gleichzeitig beschafften Leichtbautriebwagen einige Nachteile, weshalb es nicht zu Weiterentwicklungen oder Nachbauten vor 1945 kam. Alle drei Fahrzeuge gelten als Kriegsverluste. In der Historie wurden die Fahrzeuge als Schienenbusse Bauart Henschel bezeichnet und galten als Wegbereiter der Uerdinger Schienenbusse.

## Geschichte
1931 erhielt Henschel & Sohn den Auftrag zum Bau von drei derartigen Schienenbussen, die auf der Basis einer Schienenbuskonstruktion für die Grifte-Gudensberger Kleinbahn entstanden. Die Fahrzeuge waren für den Einsatz in der Reichsbahndirektion Regensburg vorgesehen und wurden 1933 zur Abnahme an das RAW Nürnberg ausgeliefert. Da sich der ursprünglich geplante Zweiachsantrieb nicht bewährte und die Konstruktion der Lenkachsen mit Deichselgestell noch unzureichend war, erreichten alle drei Fahrzeuge keine hohen Laufleistungen. So waren für alle Fahrzeuge bis Mitte 1938 je 110.000 km im Register angegeben. Die Lenkerausstattung der Deichselgestelle hat sich in Kombination mit den verwendeten Gummischeibenrädern auf Dauer nicht bewährt, so dass die zulässige Höchstgeschwindigkeit auf 40 km/h herabgesetzt werden musste.
Die Laufleistungen der Fahrzeuge war bedeutend niedriger als bei den 720 bis 722, was außer an den genannten Mängeln daran lag, dass durch die Schienenbusse mit der geringen Stehplatzanzahl nicht flexibel auf Stoßzeiten reagiert werden konnte und keine Kupplungsmöglichkeit für einen Beiwagen besaßen. Als Einsatzorte waren bei ihnen nach den Umbau als Fahrleitungsuntersuchungswagen Waldenburg-Dittersbach bei der Schlesischen Gebirgsbahn (VT 133 006), Saalfeld (VT 133 007) und München Ost (VT 133 008) angegeben. Einsätze im Krieg sind nicht bekannt, es wurde lediglich erwähnt, dass die Schienenbusse für den Betrieb mit Flüssiggasbetrieb umgerüstet wurden.  Alle drei Triebwagen gelten als Kriegsverluste.

## Konstruktive Merkmale
Die Fahrzeuge wichen von ihrer Bauweise und Aufbau teilweise erheblich von der Konstruktion bis dahin gebräuchlicher Fahrzeuge der Deutschen Reichsbahn ab. Das 11.290 mm lange Untergestell bestand aus gepressten Nickelstahl und besaß Aussparungen für den Durchgang der Radsätze. Die Längsträger waren tief angeordnet und trugen auf ihrer Oberseite die 2.434 mm langen Querträger, die aus gewalzten U-Profil bestanden. Das gesamte Untergestell besaß ein Gewicht von 7.200 kg. Die Querträger trugen den etwa 4.700 kg schweren Wagenkasten, der in üblicher Weise in Stahlspantenbauweise erstellt wurde und für damalige Verhältnisse mit 2.000 mm lichter Innenhöhe gewöhnungsbedürftig knapp bemessen war. Der Fußboden lag mit 822 mm über Schienenoberkante (SOK) außerordentlich niedrig, was im Einstiegsbereich lediglich eine Trittstufe auf einer Höhe von 463 mm nötig machte.
Die vier Enden der Längsträger trugen je eine Kastensäule die durch ein Rohr verbunden waren und als Stoßstange fungierten. Zwei Pufferscheiben auf ihr mit einem Tellerdurchmesser von 240 mm dienten als Prallschutz und ein abklappbarer Zugbügel als Notkupplung für das Abschleppen des defekten Fahrzeuges. Das Dach des Fahrzeuges war sehr flach gewölbt und bestand aus Kiefernbrettern mit Blechbeblankung von 2 mm Stärke.
Der Fahrgastraum besaß je Fahrzeugseite je eine mittlere Einstiegstür. Sie war als Doppelschiebetür ausgebildet und hatte bezogen auf die Trittstufe eine lichte Höhe von 1.988 mm, auf den Wagenfußboden eine lichte Höhe von 1.629 mm. Die anderen Seitentüren waren als einfache Schiebetüren mit 700 mm lichter Weite ausgebildet und gleichzeitig die Zugangstüren für die Führerstände. Ein Führerraum mit Gepäckraum von 2,5 m² besaß außerdem eine Zugangstür vom Fahrgastabteil aus. Der Schienenbus war nur für kleine Distanzen vorgesehen und daher nicht mit einem Abort ausgerüstet. Der Fußboden war durchgängig mit Kiefernbohlen belegt und mit Linoleum verkleidet. Im Fußboden waren Klappen zur Wartung der Maschinenanlage vorhanden. Die Wandverkleidung war bis zur Fensterunterkante aus Sperrholz hergestellt und mit Linoleum verkleidet. Alle anderen Wandflächen sowie die Trennwände bestanden aus lackiertem Eschenholz. Die Sitze im Fahrgastraum waren in der Anordnung 3+2 und aus naturfarbig lackiertem Eschenholz hergestellt. Die Rückenlehnen besaßen an der Gangseite Handgriffe. Der Wagenkasten besaß insgesamt zwölf Fenster mit einer Höhe von 700 mm. Acht von ihnen waren als Kurbelfenster ausgebildet, die restlichen waren fest verglast. Die Fenster an den Führersitzen besaßen zusätzlich Blendschirme und elektrisch bediente Scheibenwischer. Ursprünglich war der Schienenbus mit den Auspuffgasen des Motors beheizt. Später wurde diese durch eine Warmwasserheizung ersetzt.
Die vier Räder des Schienenbusses waren als Scheibenräder mit Gummigewebe ausgebildet. Die 60 mm dicken Radreifen von ihnen wurden mit den Radnaben durch die Gummigewebescheiben verbunden. Die Gummigewebescheiben sollten alle radialen- und Umfangskräfte übertragen und waren durch feste Anschläge vor Überbeanspruchung geschützt. Offensichtlich hat sich die Konstruktion der Räder nicht bewährt, denn nach einigen Jahren musste die Geschwindigkeit des Schienenbusses reduziert werden. Jedes Rad war über zwei Rollenlager und Distanzringe in der Form von Loslagern auf Achsbrückenrohren gelagert. Das Achsbrückenrohr wurde durch eine Aussparung im Längsrahmen geführt und mit dem Gehäuse des Radsatzgetriebes verschraubt. Ursprünglich sollten beide Radsätze des Schienenbusses angetrieben werden. Betrieblich ergaben sich hier deutliche Nachteile, besonders mit der Konstruktion der Lenkachsen. So wurden die VT 133 006 und 007 nach Abnahme noch auf Einachsantrieb umgebaut, bei VT 133 008 erfolgte der Umbau im Herstellerwerk.
Die Maschinenanlage des Fahrzeuges war von Henschel & Sohn entwickelt worden und im Großen und Ganzen aus Lastwagenbauelementen hergestellt worden. Die Besonderheit des Ottomotors war die Ausrüstung mit einer Motorbremse. Mit einem Winkelhebel und Gestänge konnte die Nockenwelle axial verschoben werden. Dadurch blieben die Einlassventile verschlossen und der Motor arbeitete als Verdichter. Die Auslassventile des Motors wurden während der Motorbremse von zwei Hilfsnocken gesteuert.
Die Kraftübertragung wurde durch ein Dreiganggetriebe mit Rückwärtsgang realisiert und vom Lokführer durch Einscheibentrockenkupplung und Zahnradverschiebungen mit Knüppelschaltung vorgenommen. Die drei Vorwärtsgänge hatten die Endgeschwindigkeiten 17/32/60 km/h, der Rückwärtsgang 12,6 km/h. Der Rückwärtsgang wurde nur für Rangierfahrten verwendet, ansonsten diente zur Fahrtrichtungsumkehr ein Wendegetriebe. Im Wendegetriebe waren die Zahnradpaare ständig im Eingriff. Die Kraftübertragung des erforderlichen Richtungsrades wurde über eine verschiebbare Muffe realisiert.
Der Motor war wassergekühlt und an eine Rückkühlanlage angeschlossen, dessen Kreislauf durch eine Zentrifugalpumpe, angetrieben von der Nockenwelle, in Gang gesetzt wurde. Der Kühler war stirnseitig am Wagen vor dem Motor angeordnet, die Kühlwassertemperatur wurde auf den Führerständen über Fernthermometer angezeigt. Bei Vorwärtsfahrt trat die Luft von vorn durch das Kühlergehäuse hindurch, am Motor vorbei und über das Dach wieder in das Freie hinaus. Bei Rückwärtsfahrt wurde die Luft von zwei 20 mm über die Fahrzeugbreite reichenden Fangblechen zu den Kühlern geleitet. Außerdem besaß das Fahrzeug ein durch Keilriemen angetriebenes Lüfterrad.
Der Schienenbus war mit einer elektrischen Führerüberwachungseinrichtung nach der Bauart Henschel ausgerüstet. Ließ der Lokführer den Gashebel los, so wurde die Zündung des Wagens unterbrochen, die Gaszufuhr gedrosselt und die Vakuumbremse des Fahrzeuges ausgelöst. Als Signaleinrichtungen besaß der Schienenbus zwei Tyfone, zwei Läutewerke, zwei Notglocken, zwei Feueralarmglocken und eine Klingelanlage.
Der Führerstand war mit folgenden Überwachungseinrichtungen ausgestattet: Geschwindigkeitsmesser, Motordrehzahlmesser, Kühlwasserfernthermometer, Öldruckmesser, Bremsmanometer und Tankanzeige.